# Dégranulation

Le processus de dégranulation dans un Mastocyte. 1 = antigène ; 2 = IgE ; 3 = FcεRI ; 4 = médiateurs préformés (histamine, protéases, chimiokines, héparine); 5 = granules; 6 - Mastocyte; 7 - médiateurs nouvellement formés (prostaglandines, leucotriènes, thromboxanes, facteur d'activation des plaquettes)

La dégranulation est un processus cellulaire qui libère des molécules cytotoxiques antimicrobiennes ou d'autres molécules à partir de vésicules de sécrétion, appelées granules, présentes dans certaines cellules.  Il est utilisé par plusieurs cellules différentes impliquées dans le système immunitaire, notamment les granulocytes (neutrophiles, basophiles et éosinophiles) et les mastocytes.  Il est également utilisé par certains lymphocytes tels que les cellules NK (Natural Killer) et les lymphocytes T cytotoxiques, dont le but principal est de détruire les micro-organismes envahisseurs. 

## Mastocytes
Les antigènes interagissent avec des molécules d'IgE déjà liées à des récepteurs Fc de haute affinité à la surface des mastocytes pour induire une dégranulation, via l'activation de tyrosine kinases dans la cellule. Le mastocyte libère un mélange de composés, notamment de l'histamine, des protéoglycanes, de la sérotonine et des protéases à sérine, à partir de ses granules cytoplasmiques. 

## Éosinophiles
Dans un mécanisme similaire, les éosinophiles activés libèrent des médiateurs préformés tels que la principale protéine basique et des enzymes telles que la peroxydase, à la suite d'une interaction entre leurs récepteurs Fc et des molécules d'IgE liées à de grands parasites comme les helminthes,. 

## Neutrophiles
Il existe quatre types de granules dans les neutrophiles qui présentent des différences de contenu et de régulation. Les vésicules de sécrétion sont les plus susceptibles de libérer leur contenu par dégranulation, suivies des granules de gélatinase , des granules spécifiques et des granules azurophiles,. 

## Cellules T cytotoxiques et cellules NK
Les cellules T cytotoxiques et les cellules NK libèrent des molécules telles que la perforine et les granzymes par un processus d'exocytose dirigée pour tuer les cellules cibles infectées. 

## Voir également
- Activation basophile